# Lot Polski
Lot Polski – miesięcznik lotniczy, wydawany przez Ligię Obrony Powietrznej i Przeciwgazowej. Czasopismo o tematyce: obronności, obrony powietrznej, lotnictwa i modelarstwa lotniczego.

## Historia
W 1921 roku January Grzędziński zainicjował powstanie pierwszego czasopisma lotniczego pod nazwą “Lot” które wydawane było w Warszawie, jako miesięcznik, drukowane było pod patronatem Towarzystwa Wydawniczego „Lot”, a w latach 1922–1923 wydawcą tego czasopisma została Liga Obrony Powietrznej Państwa (LOPP). Zaprzestano wydawanie „Lot”, a w czerwcu 1923 roku zamiast Lot” ukazał się pierwszy numer czasopisma „Lot Polski”. Pierwsze numery wychodziły w formie zeszytu który kosztował 50 groszy, a późniejsze numery już 1 złoty.
Czasopismo powstało w 1923 roku z inicjatywy Januarego Grzędzińskiego, jako miesięcznik organizacji LOPP, a w późniejszym czasie LOPP i Aeroklubu Rzeczypospolitej Polskiej. 3 grudnia 1925 roku czasopismo lotnicze „Lotnik” zorganizowało w Poznaniu I Zjazd Polskiej Prasy Lotniczej, w której uczestniczyli redaktorzy naczelni czasopism: „Lotnik”, „Młody Lotnik”, „Wiadomości LOPP” oraz „Lot Polski”.
W 1933 roku czasopismo lotnicze Skrzydlata Polska stała się organem Aeroklubu Rzeczypospolitej Polskiej, „Lot Polski” pozostał wyłącznym organem LOPP.
Od 1934 „Lot Polski” zmienił tytuł na „Lot i Obrona Przeciwlotniczo-Gazowa Polski”. W latach 1938–1939 jako dodatek tego pisma ukazywał się „Przegląd modelarstwa lotniczego” który zawierał artykuły na tematy modelarskie, plany modeli latających, rysunki i porady techniczne pomocne w budowie oraz najnowsze wiadomości modelarstwa krajowego i zagranicznego. Redaktorem prowadzącym dodatek był Karol Koźmiński. Stałe działy w czasopiśmie to: obrona powietrzna i przeciwgazowa, technika, lotnictwo polskie, lotnictwo zagraniczne, nauka i technika, zawody, rajdy, konkursy, kronika międzynarodowa, beletrystyka, sprawy młodzieży, modelarstwo lotnicze, szybownictwo, balony i sterowce, przegląd czasopism, z żałobnej karty. Dodatkowo w niektórych numerach na ostatnich stronach zamieszczono biuletyny: Biuletyn ARP oraz Biuletyn LOPP.

## Redakcja
Głównymi redaktorami byli:
- January Grzędziński (1925)
- Józef Relidzyński (1926-1928)
- Jerzy Witkowski (1931-1933)
- Zenon Wyrzykowski (1933-1936)

### Współpracownicy
Stałymi współpracownikami byli: płk. Sergiusz Abżółtowski, poeta Zdzisław Dębicki, mjr. Adam Stebłowski, profesor aerodynamiki Czesław Witoszyński, chemik Zenon Martynowicz, pisarz Janusz Meissner, sekretarz Aeroklubu RP Bogdan Kwieciński, pilot Marian Grajewski, modelarze: Wojciech Woyna, Kazimierz Błaszczyński, instruktor i konstruktor modelarski Bolesław Grajeta.